# Lorch (Assia)
Lorch è un comune tedesco di 4 017 abitanti, situato nel land dell'Assia.